# 천안 작성산성
천안 작성산성(天安 鵲城山城)은 대한민국 충청남도 천안시 동남구 병천면에 있는 산성이다. 1995년 5월 10일 천안시의 향토문화유산 제33호로 지정되었다.

## 개요
천안 작성산성은 테뫼식 산성이다.

## 위치
천안시 병천읍사무소에서 시도 6번 도로를 타고 북쪽 방향으로 가다가 약 3㎞ 정도 가면 천안시 동남구 병천면 매성리 작성 마을이 나온다. 작성산성(鵲城山城)은 작성산의 정상부에 위치한다.

## 형태
작성산성은 표고 400m의 작성산 상단부를 둘러쌓는 테뫼식 산성으로 지형을 최대한 활용하고 있다. 성을 축조한 형식은 외견으로는 토성(土城)의 형태를 보이나 자세히 관찰하면 석축(石築) 산성으로 판명된다. 이는 성의 상당 부분이 석축 후에 그 위에 흙을 덮은 형태를 하고 있기 때문이다.

## 현황
작성산성은 비교적 형적(形跡)이 뚜렷하게 남아 있다. 성의 서쪽이나 북쪽은 협축(夾築)의 형태가 감지될 정도로 확인된다. 특히 남쪽의 성벽에서는 석축의 흔적이 명확히 남아 있는데 이 중 상당 부분은 붕괴된 상태이다. 아울러 테뫼식 산성의 축조가 대부분 그러하듯 작성산성도 편축(片築)의 형태로 조성되어 있어 성의 내측은 마치 내호(內壕)의 형태가 조성된 것 같기도 하다.
작성산성의 내부에는 비교적 평탄면을 지니고 있는데 이러한 평지에는 산성의 내부 관련 시설이 있을 것으로 추정되나 정확한 내용을 파악할 수 있는 유물은 발견되지 않고 있다.